# 田中幸弘
田中 幸弘（たなか ゆきひろ、1968年10月26日 ‐ ）は、ラジオディレクター、プロデューサー。TBSグロウディア（旧テレコム・サウンズ→TBSプロネックス）所属。主にTBSラジオの番組を担当している。群馬県前橋市出身。法政大学経済学部卒。実家は群馬県前橋市の精肉販売店。

## 現在の担当番組
- 安住紳一郎の日曜天国（TBSラジオ）
- 生島ヒロシのおはよう定食・生島ヒロシのおはよう一直線（TBSラジオ）
- OLERA（TBSラジオ)
- 万田発酵 presents 朝ドレ情報いちばん（TBSラジオ)

## 過去の担当番組

### TBSラジオ
- 三菱ふそう全国縦断・榎さんのおはようさん〜!
- STUDIO C2 SQUARE
- ナイター・ミュージック・ランド
- ナイター・ミュージック・ライブラリー
- ひでたけ・ゆみこのAKASAKAギャッピング
- 高嶋秀武・松浪健四郎のオジサンたちの血が騒ぐ!
- トヨタ・ミュージック・ネットワーク 制作
- ザ・ヒットパレード
- 三菱ドライビングポップス 〜中嶋朋子ちょっと浪漫彩（ロマンいろ）〜
- 三菱ドライビングポップス 〜室井滋 空に向かって〜
- 辺見えみりとBLUE BOYの30分バトルエリア
- さとう珠緒 ご機嫌なくちびる
- 伊集院光 日曜日の秘密基地
- 倉本聰・ニッポン人生録
- 辻よしなり・プロレスの勝ち!!
- 木曜UP'S　ねたばん
- アリtoキリギリスのげーむじん! じん! じん!
- 有限会社桃太郎商店
- 量産型アリtoキリギリス
- あべこうじのポッドキャスト番長
- JA全農プレゼンツ 田中雄介の食卓応援隊

### その他
- SAISON GROUP PLUS ON FILE（J-WAVE）
- Harikiri Engei Factory（FMヨコハマ）
- Harikiri Friends Factory（FMヨコハマ）
- EVENING STEPS YOKOHAMA（FMヨコハマ）
- 森川美穂ISHIIトワイライトハイウェイ (bayfm)
- VOICE BE AMBITIOUS（レディオベリー)
- LOG IN TOKYO（MXテレビ）
- 榎さんの夢ゆうゆう倶楽部（CS夢ゆうゆうチャンネル）

| スタブアイコン | サブスタブ | この項目は、まだ閲覧者の調べものの参照としては役立たない、人物に関連した書きかけの項目です。この項目を加筆・訂正などしてくださる協力者を求めています（P:人物伝/PJ:人物伝）。 |